# Фібі Кейтс
Фібі Кляйн Кейтс (Phoebe Cates Kline), при народженні Фібі Белл Кейтс (16 липня 1963, Мангеттен) — американська акторка, модель та продюсерка. 
Зіграла на початку кар'єри багато ролей в фільмах про тінейджерів, найбільш відома за фільмами «Вередливий Фред», «Принцеса Карабу», «Гремліни».